# Kadapa
Kadapa (telugu కడప) abans Cuddapah és una ciutat i municipi de'Andhra Pradesh, capital del districte de Kadapa. Fins al 19 d'agost de 2005 va portar oficialment el nom Cuddapah i aquest dia fou canviat a Kadapa. És una de les principals ciutat de la regió de Rayalaseema, al sud-oest d'Andhra Pradesh; es troba a la vora del riu Penna, a uns 8 km. La seva població (2001) era de 325.725 habitants. Fou declarada capital del districte el 1817 i va ser aquarterament militar fins al 1868. El 1866 fou declarada municipalitat.